# 지도 태천리 노거수림
지도 태천리 노거수림은 전라남도 신안군 지도읍 태전리, 태천마을 논 주위의 벌판에 팽나무, 엄나무, 느티나무 등 30여 그루의 나무들이 숲을 이루고 있다. 2009년 12월 16일 신안군의 향토유적 제1호로 지정되었다.